# Jacques Songo'o
Jacques Célestin Songo'o, né le 17 mars 1964 à Sackbayémé, est un footballeur international camerounais.

## Biographie

### En club
Gardien de but très spectaculaire et terriblement efficace, il possède une incroyable détente et se rend notamment célèbre pour ses dégagements au poing sensationnels. 
Formé au Cameroun, il commence sa carrière en faveur du Canon Yaoundé.
Il signe en France en 1989 avec le SC Toulon, où il reste trois saisons, puis part au Mans en prêt, en D2 (1992-1993). Il retrouve l'élite française avec le FC Metz durant trois saisons de 1993 à 1996 et remporte une Coupe de la Ligue en 1996.
Il rejoint l'Espagne en juillet 1996, où durant cinq saisons il est le titulaire indiscutable dans les buts du Deportivo La Corogne. Il remporte un titre de champion d'Espagne en 2000 avec le club galicien. Il dispute plus de 150 matchs en première division espagnole avec le Depor. Il participe également aux Coupes d'Europe avec la Corogne, avec un match en Ligue des champions, et neuf en Coupe de l'UEFA.
Il revient au FC Metz pour y finir sa carrière de 2001 à 2003 et faire profiter de son expérience aux gardiens plus jeunes de ce club. Il dispute en tout 126 matchs de première division en faveur du club grenat.

### En équipe nationale
Jacques Songo'o reçoit 46 sélections en équipe du Cameroun entre 1984 et 2002. Longtemps remplaçant du grand Thomas Nkono en équipe du Cameroun, il devient titulaire après la retraite de ce dernier. 
Il participe avec le Cameroun à quatre phases finales de la Coupe du monde, avec un match en 1994, et trois matches en 1998. Il officie comme gardien remplaçant en 1990 et 2002.
Il dispute également cinq phases finales de Coupes d'Afrique des nations. Il est sacré champion d'Afrique à trois reprises, en 1984, 1988 et 2002. 
Enfin, il prend part aux Jeux olympiques d'été de 1984, et à la Coupe des confédérations 2001.
Pour la Coupe du monde 2010, il remplace Thomas Nkono dans le staff technique des Lions Indomptables en tant qu'entraîneur des gardiens. En août 2010, il en devient le sélectionneur par intérim et lors de son premier match, son équipe l'emporte 3-0 face à la Pologne. Le 15 août, il est nommé adjoint du sélectionneur Javier Clemente, en étant chargé des gardiens.

## Palmarès
- champion du cameroun en 1985 et 1986 vainqueur de la coupe du cameroun en 1986 avec canon de yaounde.
- Vainqueur de la Coupe d'Afrique des nations en 1984, 1988 et 2002.
- vainqueur de la coupe afroasiatique des nations en 1985
- Champion d'Espagne en 2000 avec le Deportivo La Corogne
- Vice-champion d'Espagne en 2001 avec le Deportivo La Corogne
- Vainqueur de la Supercoupe d'Espagne en 2000 avec le Deportivo La Corogne
- Vainqueur de la Coupe de la Ligue française en 1996 avec le FC Metz
- Vainqueur du Trophée Zamora lors de la saison 1996-1997
- Ballon d'Or camerounais 1987.